# Jack Douglas
Jack Douglas (New York, 27 gennaio 1949) è un produttore discografico statunitense.
È principalmente noto per aver prodotto vari gruppi rock negli anni settanta, nello specifico tre album di successo degli Aerosmith, e l'ultimo album di John Lennon prima della morte, Double Fantasy.

## Biografia
Jack Douglas nacque nel quartiere The Bronx, a New York. Iniziò la propria carriera nel mondo della musica come musicista folk, e lavorò come autore di canzoni per la campagna senatoriale di Robert Kennedy. Successivamente si trasferì in Inghilterra ed entrò a far parte di numerosi gruppi musicali locali prima di tornare a New York per iscriversi all'Institute of Audio Research. Il primo lavoro come professionista fu presso gli studi di registrazione Record Plant Studios, non come produttore discografico o ingegnere del suono, ma come usciere. Poco tempo dopo, iniziò a lavorare come tecnico del suono, contribuendo a lavori di Miles Davis, The James Gang, Alice Cooper, Cheap Trick, Montrose, Rough Cutt, Artful Dodger, Moxy, Flipp, e Mountain.
Dopo aver lavorato con gli Who nel 1971 per l'abortito progetto Lifehouse, Douglas conobbe John Lennon ed ebbe l'opportunità di lavorare come tecnico del suono all'album Imagine. Douglas e Lennon divennero amici e lavorarono insieme per tutto il resto della vita di Lennon. 
Come parte dello staff di ingegneri dei Record Plant, lavorò anche con Patti Smith, Blue Öyster Cult, New York Dolls, Cheap Trick, Starz e Aerosmith. Fu durante la registrazione del disco di debutto dei New York Dolls che Bob Ezrin incoraggiò Douglas a diventare un produttore discografico.
Negli anni settanta, Jack Douglas produsse molti dischi degli Aerosmith, inclusi Get Your Wings (1974), Toys in the Attic (1975), Rocks (1976) e Draw the Line (1977), tutti grandi successi. Toys in the Attic e Rocks introdussero gli Aerosmith al pubblico mainstream e sono diventati opere molto influenti, entrambe inserite nella lista di Rolling Stone relativa ai "500 migliori album di sempre".

### Double Fantasy
Nel 1980, Douglas collaborò come produttore insieme a Lennon e Yōko Ono sull'album Double Fantasy (per il quale vinse un Grammy Award nella categoria Album of the Year). Durante le sessioni del successivo album della coppia Lennon/Ono, Milk and Honey, John Lennon venne assassinato fuori dal suo appartamento di New York. 

Come racconterà anni dopo lo stesso Douglas al giornalista Chris Hunt: 
A causa dell'emozione suscitata nel mondo dall'assassinio di Lennon, Double Fantasy salì al primo posto in classifica in molti Paesi. Negli USA schizzò dall'undicesima posizione alla prima, rimanendoci per otto settimane consecutive, in Inghilterra risalì dal 46º posto al secondo e successivamente raggiunse la prima posizione. In Australia arrivò in prima posizione per dieci settimane, risultando il disco più venduto dell'anno. Raggiunse inoltre la prima posizione in Austria, Canada, Svezia, Norvegia e Nuova Zelanda, la seconda in Francia, Germania e Giappone, la quarta in Olanda e la sesta in Italia.
L'album Milk and Honey uscì postumo nel 1984, ma senza nessun credito a Douglas, in quanto egli rimase coinvolto in un lungo contenzioso economico con Yoko Ono a causa di royalties non pagate per Double Fantasy.
Da allora, ha continuato a lavorare come produttore ed ingegnere del suono, riunendosi con gli Aerosmith per altri tre lavori e producendo artisti come Supertramp, Zebra, Clutch, Local H, Slash's Snakepit  e, nel 2006, il ritorno dei New York Dolls.